# 新平イ族タイ族自治県
新平イ族タイ族自治県（しんへいイぞくタイぞくじちけん）は中華人民共和国雲南省玉渓市に位置する自治県。

## 歴史
新平地区に行政区が設置された記録は大理国の時代に設置された馬龍甸及び他郎甸が初見である。元代になると1276年（至元13年）に平甸県が設置されたが、1289年（至元26年）に峨山州が県に降格するに伴い平甸も峨山県管轄の郷と降格した。
明末の1591年（万暦19年）、平甸郷を中心に新平県が設置され、1980年11月25日に民族自治県に改編され現在に至っている。

## 行政区画
2街道、4鎮、6郷を管轄する。
- 街道：桂山街道、古城街道
- 鎮：揚武鎮、漠沙鎮、戛灑鎮、水塘鎮
- 郷：平甸郷、新化郷、建興郷、老廠郷、者竜郷、平掌郷

## 交通

### 道路
- 高速道路
  - 昆磨高速道路
- 国道
  - G213国道